# Danuta Barałkiewicz
Danuta Barałkiewicz – polska chemik, profesor nauk chemicznych, kierownik Zakładu Analizy Śladowej Wydziału Chemii UAM, członek Komitetu Chemii Analitycznej PAN.

## Życiorys naukowy
Stopień doktora nauk przyrodniczych uzyskała w 1987 r. w Instytucie Meteorologii i Gospodarki Wodnej za pracę pt. Efektywność wydzielania różnych zanieczyszczeń organicznych w wodach metoda ekstrakcji w układzie ciecz-ciecz, wykonaną pod kierunkiem prof. Jana Dojlidy. W 2002 r. Rada Wydziału Chemii UAM nadała jej stopień doktora habilitowanego nauk chemicznych na podstawie rozprawy zatytułowanej Aspekty metodyczne i specjalne oznaczania pierwiastków śladowych w wodzie metodą atomowej spektrometrii absorpcyjnej. Została zatrudniona jako profesor nadzwyczajny, a następnie profesor w Pracowni Analizy Spektroskopowej Pierwiastków (od 2020 Zakład Analizy Śladowej) Wydziału Chemii UAM.
Do 2020 r. wypromowała 7 doktorów, a także była recenzentem 3 prac habilitacyjnych i 17 prac doktorskich.
W 2007 r. objęła funkcję wiceprezesa Polskiego Towarzystwa Magnezologicznego im. Juliusza Aleksandrowicza. Od 2010 r. jest członkiem Komitetu Chemii Analitycznej PAN oraz wiceprzewodniczącą Komisji Analizy Spektralnej PAN.